# Centrometopia
Centrometopia is een geslacht van vlinders van de familie snuitmotten (Pyralidae), uit de onderfamilie Phycitinae.

## Soorten
- C. baliella Ragonot, 1888
- C. ectypella Ragonot, 1888
- C. interruptella Ragonot, 1887